# Bringin (Bayan)
Bringin is een bestuurslaag in het regentschap Purworejo van de provincie Midden-Java, Indonesië. Bringin telt 1997 inwoners (volkstelling 2010).